# Petit Frère (roman, 2003)
 (octobre 2023).
Si vous disposez d'ouvrages ou d'articles de référence ou si vous connaissez des sites web de qualité traitant du thème abordé ici, merci de compléter l'article en donnant les références utiles à sa vérifiabilité et en les liant à la section « Notes et références ».
Pour les articles homonymes, voir Petit Frère.
Petit Frère est un roman de littérature jeunesse écrit par Christophe Lambert et paru en 2003.

## Résumé
Un enfant de 10 ans prénommé David meurt noyé dans une piscine de motel en 2023.
Les responsables d’une secte proposent à ses parents, Andrew et Geena Martin, de le cloner alors que cette pratique est encore interdite, ce qui les oblige à déménager et à s’installer avec leur fille aînée dans un endroit appelé la « Nouvelle-Arkham », une petite ville artificiellement construite en plein désert.
Neuf mois après la mort de David, au cours d’une cérémonie, on leur a en effet promis qu’ils retrouveraient un double de leur fils ressemblant parfaitement au vrai et possédant sa personnalité.
Mais tout va se compliquer lorsque les parents se rendent compte qu’on leur a « rendu » un enfant qui ressemblait à David uniquement en apparence, mais qui était en réalité totalement différent du vrai.

## Critique
Ce roman futuriste met en garde à la fois contre le clonage humain (puisque cela n’a pas rendu les Martin plus heureux) et contre les sectes qui profitent de la faiblesse passagère des familles subissant un deuil.

## Édition
- 2003 : Petit Frère, Mango jeunesse, coll. « Autres mondes » (no 21), Paris, 97 p.  (ISBN 2-7404-1640-7)